# Nikolaus Messmer
Nikolaus Messmer SJ (ur. 19 grudnia 1954 w Karagandzie, zm. 18 lipca 2016 w Biszkeku) – rosyjski duchowny rzymskokatolicki niemieckiego pochodzenia, jezuita, biskup tytularny, administrator apostolski Kirgistanu w latach 2006–2016.

## Życiorys
Nikolaus Messmer pochodził z rodziny Niemców Nadwołżańskich, którzy zostali deportowani na rozkaz Józefa Stalina w głąb Kazachstanu. W 1975 roku wstąpił do zakonu Towarzystwa Jezusowego, a trzy lata później w 1978 złożył wieczystą profesję. 28 maja 1989 otrzymał święcenia kapłańskie, po nich pracował jako duszpasterz w parafii św. Michała Archanioła w Biszkeku, gdzie znajdowała się jedyna świątynia katolicka w Kirgistanie.
W latach 1997–2001 i 2004–2006 sprawował funkcję rektora Niższego Seminarium Duchownego w Nowosybirsku – na terenie Federacji Rosyjskiej. W latach 2001–2004 studiował na Papieskim Uniwersytecie Gregoriańskim w Rzymie, gdzie otrzymał specjalistyczne wykształcenie w dziedzinie teologii duchowości.
18 marca 2006 decyzją papieża Benedykta XVI – Misja „sui iuris” Kirgistanu została podniesiona do rangi Administratury apostolskiej, a o. Messmer został mianowany jednocześnie administratorem apostolskim oraz biskupem tytularnym Carmeiano.
Święcenia biskupie przyjął 2 czerwca 2006. Udzielił mu ich kard. Angelo Sodano – dziekan kolegium kardynalskiego, w asyście Józefa Wesołowskiego – nuncjusza apostolskiego w Kazachstanie i Jana Pawła Lenga – ordynariusza Karagandy.

### Rodzina
Nikolaus Messmer miał dwóch braci. Pierwszy z nich Otto Messmer (ur. 1961), był prowincjałem zakonu Towarzystwa Jezusowego w Rosji. Został zamordowany 27 października 2008 w Moskwie. Z kolei drugi z braci – Hieronymus Messmer jest członkiem niemieckiej prowincji jezuitów.